# كيفن بلاك
كيفن بلاك (بالإنجليزية: Kevin Black)‏ هو مدرب مصارعة محترفة ‏ أمريكي، ولد في 25 سبتمبر 1979 في بلدة ريفر فولز في الولايات المتحدة.